# Segona expedició auxiliadora a l'Alt Perú

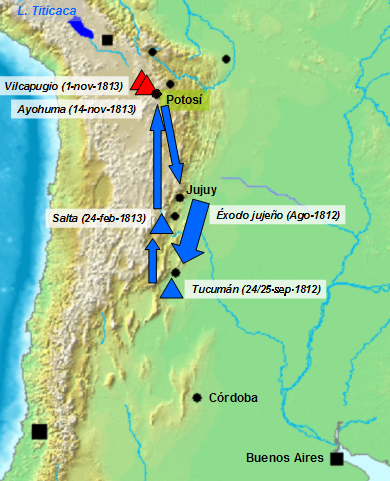
Segona Campanya a l'Alt Perú (1812 - 1813). Els triangles representen les batalles: blaves per a les victòries independentistes (Èxode Jujeny, Tucumán i Salta) i vermelles per a les victòries realistes (Vilcapugio i Ayohuma).

Després que les forces realistes al comandament de José Manuel de Goyeneche aconseguissin expulsar les tropes de l'Exèrcit del Nord de l'Alt Perú, va culminar la Primera expedició auxiliadora de l'Alt Perú. Goyeneche a més va sufocar la segona Revolució de Cochabamba i la Insurrecció dels partits d'Omasuyos, Pacajes i Larecaja, pel que va poder traslladar el seu exèrcit a Chichas per envair Salta i Jujuy. El govern de les Províncies Unides del Riu de la Plata va nomenar com a nou comandant al general Manuel Belgrano reemplaçant a Juan Martín de Pueyrredón. Eustoquio Díaz Vélez va ser nomenat major general o segon cap.

## Belgrano al capdavant de l'Exèrcit del Nord
El 1812, amb el comandant Manuel Belgrano, la Junta va decidir fer una segona campanya auxiliadora a l'Alt Perú, amb un objectiu clar: Derrotar definitivament als realistes guanyadors de la batalla d'Huaqui i, per tant, aixecar la moral de la població, decaiguda per l'avanç realista.
| « | Ha determinat el govern després d'un examen madur confiar a Vostra Senyoria el comandament en cap de l'exèrcit del Perú, prevenint que tan bon punt rebi aquest ofici, lliuri el comandament del regiment al tinent coronel Gregorio Perdriel, i sense perdre el temps parteixi cap a la posta al seu destí, i ja ficat el cap d'aquella divisió, cenyeixi les seves operacions a les instruccions anteriorment comunicades al general Pueyrredon, i incloses les reservades, i a les que dicti la necessitat. | » |

El 26 de març, el coronel major Belgrano va rebre de Pueyrredón el comandament a la Posta de Yatasto (Salta) i immediatament va avançar cap a Jujuy, on va establir un perímetre de defensa. Després va situar el seu campament al Campo Santo.
La tasca de Belgrano al Nord, igual que l'anterior al Paraguai, va tenir tant de política com de castrense; Es confiava en ell per restaurar la moral dels habitants de la regió i desarmar els realistes que hi havia entre aquesta, dels quals no es contaven precisament pocs en la jerarquia eclesiàstica i les classes més benestants. El van preferir per a aquesta a altres militars potser més experimentats i capaços, com Eustoquio Díaz Vélez o Juan Ramón Balcarce, tots dos amb el grau de coronel i veterans de nombrosos enfrontaments. Entre els oficials joves va comptar amb diverses figures que destacarien més endavant, com José María Paz, Manuel Dorrego (a qui al maig va nomenar Cap de l'Estat Major de l'Exèrcit) i Gregorio Aráoz de Lamadrid. Ja a Salta, rebria l'ajuda afegida del Baró d'Holmberg, artiller veterà de les guerres a Europa, que es faria càrrec de la seva escassa artilleria -a penes dos canons en un primer moment- i sobretot de la planificació estratègica.
La dotació de campanya era també reduïda; Sumava uns 1.500 homes, dels quals dos terços eren de cavalleria, i només uns 600 comptaven amb armes de foc. Escassejaven així mateix les baionetes, de manera que van haver de improvisar-se llances com armament per a la major part de la tropa; Aquells oficials que no podien aportar un sabre propi mancaven d'ell. La necessitat va imposar una organització estricta, i Belgrano es va ocupar els primers mesos del seu comandament a establir un hospital, un tribunal militar, un cos destinat a la garantia de la provisió, una companyia de reconeixement i en negociar la fabricació de municions i vestuari. La relativa hostilitat de la població davant les exigències dels portenys (habitants de Buenos Aires) no va simplificar les coses; Es va fer ús de les amistats dels naturals de la regió, entre ells Lamadrid, per a col·laborar amb el reclutament de tropes. Va ser crucial en aquest aspecte el suport de Martín Miguel de Güemes. La dificultosa relació personal amb Belgrano portaria a aquest a despatxa'l rumb a Buenos Aires al juny, abans de tenir ocasió d'entrar en combat.
A Salta va topar amb una xarxa que prestava suport i informació als realistes de Goyeneche, encapçalada pel bisbe de la ciutat, a qui va obligar a abandonar el territori controlat per les forces de la Junta. Malgrat que ell mateix i bona part del seu exèrcit van patir paludisme, va decidir avançar cap a Cochabamba, amb el risc de caure en mans enemigues. L'avantguarda al comandament de Balcarce, que comprenia al batalló de Pardos i Morenos i els dos regiments de cavalleria d'Hússars i Dracs, es va avançar fins a la Congost de Humahuaca, mentre la resta de l'exèrcit prenia posicions a Jujuy. Allí va celebrar-hi el segon aniversari de la Revolució de Maig, i en aquesta ocasió va beneir la bandera blanquiceleste; La solemnitat ben planificada de l'ocasió va ajudar a pal·liar les dificultats que provocaven el suport als realistes entre els habitants d'origen peninsular i la reticència de la tropa al règim Prussià de disciplina a què la sotmetia von Holmberg. Les ordres es feien complir rigorosament, i Belgrano va dictar un bàndol disposant la Pena capital per als que desobeïssin una ordre expressa o difonguessin notícies alarmants. Un dels desertors per la dura disciplina va ser l'oriental Venancio Benavídez, que es va passar a les forces de Goyeneche, que ja havien pres Cochabamba i va informar de la dura situació de l'exèrcit de Belgrano. Amb aquesta intel·ligència, Goyeneche, qui acabava de rebre els reforços de Pío Tristán, va decidir avançar cap al sud i prendre avantatge, per a això comptava amb quatre batallons d'infanteria, mil genets i deu peces d'artilleria. Belgrano va ordenar la lleva de tots els homes sans i en edat, formant un cos de cavalleria irregular, però va rebre del govern central ordre de retrocedir cap a Córdoba.

### L'Èxode Jujeny i les batalles de Tucumán i Salta
| « | Si és certa, la pèrdua total de Cochabamba, hem d'esperar que l'enemic vingui contra nosaltres, i serà molt dolorós, molt contrari per als nostres interessos i molt perjudicial a l'esperit públic. Si hem de donar passos retrògrads, que és indispensable la pèrdua d'interessos i perjudicis consegüents a aquests pobles, aquests renovaran els seus odis, si és que estan esmorteïts, o els augmentaran; (...) doncs clamaran com ho fan els de l'interior, que els portenys només han vingut a exposar-los a la destrucció, deixant-los sense auxilis en mans dels enemics, creu que no ha de caure en la immortal Buenos Aires.Carta de Belgrano al govern | » |

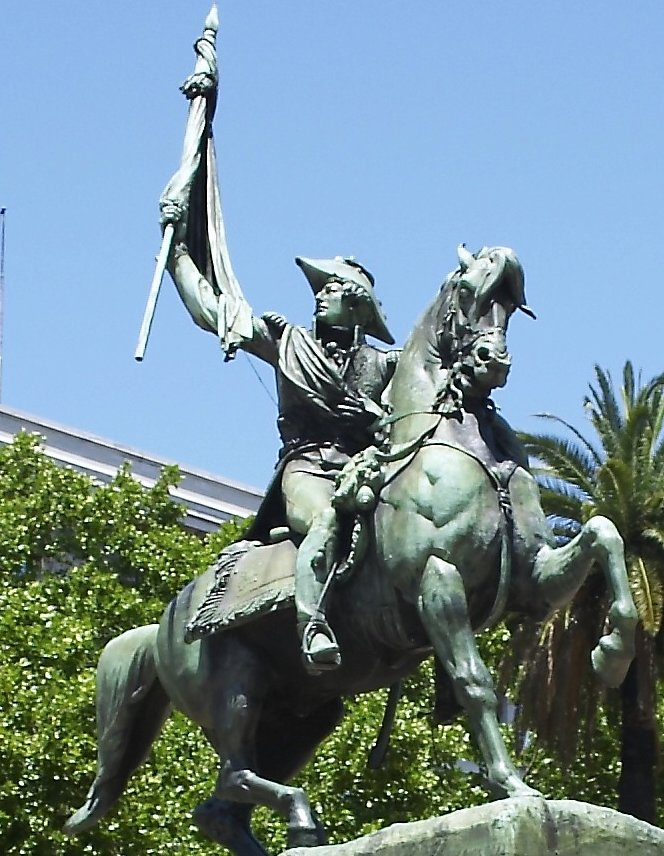
Manuel Belgrano, un dels principals líders revolucionaris, era un advocat i economista que va haver d'improvisar-se com a militar per a fer-se càrrec dels exèrcits independentistes enviats al Paraguai i a l'Alt Perú. Estàtua a la Plaça de Maig de Buenos Aires.

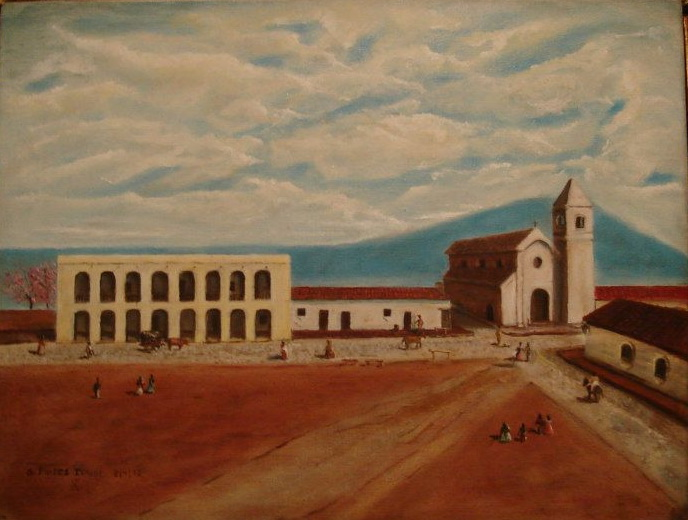
Tucumán al 1812, plaça, cabildo i Església de San Francisco. (Oli actual)

No obstant això, la situació es va tornar molt crítica i a mitjans de juliol es va saber que les avançades realistes arribaven a La Quiaca i decidit a no deixar en mans de l'enemic res que li pogués ser útil, va organitzar durant l'agost l'anomenat Èxode Jujeny, ordenant a la població civil replegar-se juntament amb l'exèrcit i cremar tot el que quedés darrere, per entorpir l'avanç enemic. El 21 d'agost Belgrano va abandonar Humahuaca amb la rereguarda de l'exèrcit, arribant el dia 23 a la ciutat de San Salvador de Jujuy, que va abandonar aquella mateixa nit, que va ser ocupada seguidament pels realistes. El 26 d'agost es va produir el Combat de Cobos, quan la rereguarda patriota que es retirava de Jujuy va ser atacada al Fort de Cobos per l'avantguarda realista.
L'1 de setembre els realistes van ocupar la Ciutat de Salta. La retirada a contrarrellotge es va produir ordenadament, amb les tropes de Díaz Vélez formant una nodrida rereguarda i pel Camí de les Postes, passant pel Campo Santo i Cabeza de Buey en direcció a San José de Metán. Les tropes realistes, de cinc-cents homes al comandament dels coronels Llanos i Agustín Huici, van aconseguir a la rereguarda de Belgrano i la van fer fugir. El 3 de setembre havien perseguit a la cavalleria irregular formada pels gautxos jujenys anomenada "Els Patriotes Decidits" que era comandada per Díaz Vélez fins als marges del riu Las Piedras; allà es va produir el Combat de les Pedres. Aprofitant el terreny i amb l'ajuda de Von Holmberg, Belgrano va decidir obrir foc de la seva recentment forjada artilleria i va revertir la situació. La victòria d'aquest combat va donar nou ímpetu a l'exèrcit tot i que va continuar la seva retirada cap al sud.

### Desobediència de Belgrano
El 27 de febrer el Primer Triumvirat havia ordenat:
| « | Si la superioritat de les forces de Goyeneche el van permetre conquerir Salta, i que successivament emprengués, com era d'esperar, la ocupació de Tucumán, prendrà vostra senyoria anticipades disposicions per trasplantar a Córdoba la fàbrica de fusells que es troba en aquell punt, com l'artilleria, tropa i altres concernents al seu exèrcit. | » |

Però Belgrano tenia un altre parer:
| « | Vostra excel·lència ha de persuadir que com més ens allunyem, més difícil ha de ser recuperar el terreny perdut, i també més laboriós contenir la tropa per sostenir la retirada amb honor, i no exposar-nos a una total dispersió i pèrdua d'això que es diu exèrcit; Doncs ha de saber quant costa i ha de costar fer una retirada amb gent inexperta en la major part, hostilitzada per l'enemic amb dos dies de diferència. | » |

No obstant les ordres, Belgrano va decidir retirar-se cap a Tucumán. Per a això, va abandonar el Camí de les Postes que el portava a Tucumán seguint des de la Posta de Yatasto el Camí de les Carretes cap a Santiago del Estero i Córdoba com li ordenava el govern i enganyant sobre el seu destí a l'exèrcit realista que es va aturar a Metán. Després de passar el poble de Burruyacú, va virar cap al sud-oest detenint-se a La Encrucijada, abandonant el camí cap a Santiago del Estero. Des d'allà va destacar al coronel Juan Ramón Balcarce per avançar-se fins a la ciutat de San Miguel de Tucumán i procedir a organitzar la seva defensa, amb àmplies facultats per reclutar soldats.
El Cabildo de Tucumán va enviar una diputació a Belgrano perquè defensés la seva ciutat, la qual cosa aquest va acceptar després d'exigir una important contribució de diners i soldats. Per això va comptar amb la col·laboració de la important família Aráoz que ja comptava en les files de l'exèrcit amb dos oficials de destacat valor: el major general Díaz Vélez i Gregorio Aráoz de Lamadrid.
El 12 de setembre, ja sobre el Riu Salí, va escriure al govern:
| « | Són molt apurades les circumstàncies, i no trobo altre mitjà que exposar-me a una nova acció: els enemics venen seguint-nos. El treball és molt gran; Si em retiro i em disparen, tot es perd, inclòs el nostre total crèdit. La gent d'aquesta jurisdicció s'ha decidit a sacrificar-se amb nosaltres, si es tracta de defensar-la i han dit que no, no ens seguiran i ho abandonaran tot. Penso aprofitar-me del seu esperit públic i energia per contenir a l'enemic, si m'és possible, o bé per guanyar temps per tal que se salvi quant pertany a l'Estat. Qualsevol dels dos objectius que aconsegueixi és un triomf i no hi ha un altre remei que esperar-se. Potser la sort de la guerra ens sigui favorable, animats com estan els soldats i desitjosos de distingir-se en una nova acció. És de necessitat aprofitar tan nobles sentiments, que són obra del cel, que potser comença a protegir-nos per humiliar la supèrbia amb la què venen els enemics, amb l'esperança de fer tremolar les seves banderes en aquesta capital. | » |

El 21 de setembre va acampar a San Miguel de Tucumán i es va dedicar a la defensa comptant amb la sort de que Tristany va detenir el seu avanç a Metán creient que Belgrano fugia cap a Santiago del Estero. D'aquesta ciutat i de Catamarca se li van sumar contingents de cavalleria denominats els Patriotes Decidits, de Díaz Vélez.
Quan l'avantguarda realista va avançar fins a Trancas, el coronel Huici es va avançar al costat de dos companys i va ser capturat per una partida al comandament del capità Esteban Figueroa, qui aquell mateix dia els va lliurar a Belgrano.

### Batalla de Tucumán
El 23 de setembre Tristán va acampar en Las Tapias, prop de San Miguel de Tucumán i l'endemà va avançar sobre la ciutat, obtenint Belgrano el triomf a la batalla de Tucumán, on la decisiva càrrega de la cavalleria ben manada li va donar la victòria. Mil vuit-cents patriotes (vuit-cents infants, nou-cents de cavalleria i cent artillers) van derrotar a tres mil realistes (dos mil infants i mil artillers). Els mateixos van patir quatre-centes cinquanta baixes, sis-cents vuitanta-set presoners i pèrdua de municions i material. Va perdre tota la seva artilleria de divuit canons i parc en mans de l'exèrcit argentí, per al qual seria crucial aquest ric botí. Tristán va refer el seu exèrcit i es va mantenir en les afores de la ciutat, però el dia 26 va haver de retrocedir cap a Salta on havia deixat al marquès de Yavi com a governador, perseguit per Díaz Vélez.
Els quatre mesos amb què va comptar per reorganitzar-se després de la victòria de Tucumán van permetre a Belgrano duplicar el nombre d'homes i millorar la seva formació i disciplina, encara que li va costar l'allunyament de Von Holmberg, enemistat amb altres oficials i cridat a Buenos Aires; La manca d'un cap d'Estat Major dotat de formació tàctica es faria notar més endavant. Va rebre reforços des de Buenos Aires al comandament dels tinents coronels Gregorio Perdriel i Benito Álvarez.

### Batalla de Salta
Ben proveït i amb la moral alta, va emprendre el 12 de gener la marxa cap a Salta, on Tristán s'havia fortificat i sol·licitat reforços a Goyeneche, aquest li va remetre els batallons Azángaro i Paucartambo, juntament amb una reduïda cavalleria i 6 canons. Un mes després, a la vora del Riu Juramento, les tropes van ser les primeres a jurar lleialtat a la Assemblea General Constituent i a la bandera recentment creada per Belgrano (actualment bandera oficial de la República Argentina). El passatge d'aquell riu, que es trobava desbordat, li va fer perdre vuit dies a l'exèrcit. L'auxili del capità Aparicio, natural de la regió, li va permetre arribar per un sender poc conegut fins al camí de Jujuy, arribant el 13 de febrer a la hisenda de Castañar i enfrontar-se a Tristán per la rereguarda el 20 de febrer. Belgrano va disposar l'avanç en tres columnes al comandament de Díaz Vélez, Martín Rodríguez i ell mateix. Després d'un començament poc auspiciós, la victòria dels independentistes a la batalla de Salta va ser arrasadora, i Tristán es va rendir incondicionalment. Tres mil set-cents patriotes amb dotze peces d'artilleria van aniquilar a Tres mil set-cents realistes i deu peces d'artilleria, produint quatre-cents vuitanta realistes morts i cent catorze ferits, mentre que només van morir tretze patriotes i quatre-cents trenta-tres van resultar ferits. A canvi del jurament de no tornar a agafar les armes contra les Províncies Unides, Belgrano va garantir a Tristán i als seus homes la seva llibertat; Va quedar en possessió de tot el seu parc i armament, per tant la seva situació va millorar sensiblement i a més els realistes van quedar obligats a evacuar Jujuy deixant les armes.
| « | Segon Article: El general, els caps, i altres oficials han de prestar jurament de no tornar a prendre les armes; I per tots els soldats de l'exèrcit, a qui els concedeix el senyor general Belgrano que puguin restituir a la seva terra, com les Províncies Unides del Riu de la Plata, en què es comprenen les de Potosí, Charcas, Cochabamba i la Paz. | » |

### Conseqüències de la batalla de Salta
El general Tacón va evacuar la seva divisió que es trobava a Jujuy rumb a Tupiza sense complir amb el lliurament de les armes. Goyeneche es va apressar a deixar Potosí amb quatre-cents cinquanta homes el dia 1 de març del 1813 rumb a Oruro i va sol·licitar un armistici a Belgrano, qui li va concedir per 40 dies, però sense comprometre's a no seguir avançant i ocupar Chichas. Goyeneche des d'Oruro va enviar al virrei la seva renúncia al comandament de l'exèrcit, la qual va ser admesa. En la seva substitució es va anomenar al tinent general Juan Henestrosa, que va condicionar la seva acceptació al càrrec i el virrei el va reemplaçar pel general Joaquín de la Pezuela. Goyeneche, per dirigir-se a Arequipa, va deixar immediatament el comandament al president de Charcas Juan Ramírez Orozco, qui havia abandonat precipitadament Chuquisaca el 2 de març per reunir-se amb ell, deixant com a president i governador de Charcas a Esteban Agustín Gazcón.
Els soldats realistes juramentats a Salta, en arribar a Oruro van ser rellevats del seu jurament pel virrei i en gran part reincorporats a l'exèrcit.
L'1 de març el Cabildo de Potosí va nomenar governador interí a Buenaventura Salinas i el dia 3 aquest es va dirigir per carta al general Díaz Vélez demanant ordres:
| « | Queda doncs aquest poble, que tant ha patit amb l'exèrcit enemic, a la millor unió, i amb els mes vius desitjos que arribi com més aviat el seu gloriós alliberador; I com el seu governador interí, dóno a vostra senyoria aquesta notícia, juntament amb l'enhorabona dels repetits triomfs de les armes de la pàtria, i espero em comuniqui les seves ordres per quant hagi de practicar (...) | » |

El 9 de març el Cabildo de Chuquisaca es va dirigir a Belgrano felicitant per la victòria de Salta i posant la ciutat a les seves ordres:
| « | Pels adjunts testimonis s'informarà vostra senyoria de la sortida d'aquesta ciutat del senyor president don Juan Ramírez: D'haver pres el seu govern aquest ajuntament, i de seguida haver-ho subrogat en el doctor don Estevan Agustín Gazcon. Aquest i l'ajuntament i de mutu acord, han propiciat en compliment del seu deure a mantenir la calma, la tranquil·litat i el bon ordre del poble per esperar així les ordres de vostra senyoria - Els desitjos, l'alegria i les aclamacions dels veïns són una prova indubtable de la seva constant adhesió a aquesta excel·lentíssima junta, a qui representa vostra senyoria dignament, i d'on ha emanat el triomfant exèrcit auxiliador, l'arribada d'aquest cos individualitzarà millor pels seus diputats els sentiments més vius de respecte i obediència que li animen (...) | » |

Quatre-cents habitants de Chuquisaca es van armar en un cos al comandament del tinent coronel Juan Antonio de Asebey i van partir cap a Potosí per incorporar-se a l'exèrcit de Belgrano.
A Santa Cruz de la Sierra el coronel Antonio Suárez, després de la fugida al Brasil del governador José Miguel Becerra el 18 de març del 1813 (la intendència havia estat establerta per Goyeneche al 1811), va recuperar la ciutat i va assumir el govern de la intendència de Santa Cruz.
A Cochabamba, Gerónimo Lombera va evacuar les seves forces rumb a Oruro l'11 de març, per la qual cosa el governador intendent Francisco José de Recabarren es va dirigir per carta a Belgrano el 22 de març posant-se a les seves ordres:
| « | Per tant, prego a vostra senyoria, que amb la possible anticipació proveeixi de qui s'encarregui del govern d'aquesta província, comunicant les ordres i instruccions que condueixin a la seva felicitat i benestar. L'assoliment és l'única ambició que vaig agafar, i amb aquest únic objecte li dirigeixo aquest exprés; Concloent amb donar-li els més complerts aplaudiments i enhorabona per la glòria de les seves armes (...) | » |

El 18 de juny Recabarren va abandonar la ciutat i el cabildo va nomenar governador interí a Miguel José de Cabrera.
Al Perú, davant la notícia dels triomfs de Belgrano, Juan Paillardell va ser el seu emissari coordinant l'alçament del porteny (de Buenos Aires) Enrique Paillardell, confinat a Tacna després de la batalla de Huaqui, i de Juan de Peñaranda a San Lorenzo de Tarapacá. Paillardell va dirigir les seves forces direcció d'Arequipa, però la guarnició realista d'aquesta ciutat al comandament de José Gabriel de Santiago li va sortir al seu encontre, derrotant-lo completament a la batalla de Camiara, fugint els que van poder a l'Alt Perú.
En aquells moments el balanç de forces era totalment favorable per als patriotes. Belgrano comandava un total de vuit o nou mil combatents, entre les unitats de línia i, principalment, contingents de milicians de Salta, Tucumán, Santiago del Estero i Catamarca amb la seva moral molt alta i consumats genets provats en el camp de batalla. Les forces realistes disperses per l'Alt Perú i després de perdre nombrosos soldats i material militar eren tot just entre cinc i sis milers.

## Accions a l'Alt Perú i retirada cap a Jujuy
Amb l'adhesió de Potosí, Chuquisaca, Santa Cruz de la Sierra i Cochabamba, Belgrano va romandre a Salta per estar malalt, però la seva avantguarda al comandament de Díaz Vélez va entrar a Potosí el 7 de maig, arribant Belgrano a aquesta ciutat el 19 de maig amb la resta de l'exèrcit.
A Potosí Belgrano es va dedicar a restaurar l'administració a l'Alt Perú. Per a això va nomenar:
- Com a governador intendent de Potosí al coronel Apolinario Figueroa
- Per Cochabamba al coronel Juan Antonio Álvarez d'Arenales
- Per Santa Cruz de la Sierra al coronel Ignacio Warnes en substitució del coronel Suárez.
- Com a president de la Audiència de Charcas va nomenar a Francisco Antonio Ortiz d'Ocampo.

Juntament amb Warnes va enviar a Santa Cruz de la Sierra al coronel Santiago Carrera perquè organitzés un o dos batallons allà.
El 12 de juliol van ser elegits diputats per a la Assemblea General Constituent pels cabildos a les ciutats alt-peruanes alliberades:
- De Potosí: Diego Ferreyra i Simón Rámila
- De Chuquisaca: José Mariano Serrano i Ángel Mariano Toro
- De Cochabamba: Pedro Buenaventura Carrasco i Pedro Ignacio de la Rivera

L'exèrcit realista va continuar reunint-se a Oruro, incloent als rendits i alliberats sota paraula a Salta i als evacuats per Tacón des de Jujuy. El general Ramírez va celebrar una junta de guerra que li va recomanar avançar posicions cap a Potosí. El 25 de juny va ocupar Challapata (a mig camí entre Oruro i Potosí) i el 30 es va situar en Condo Condo, reubicant-se després a Ancacato (avui Huancacato) en rebre l'anunci del canvi de governador a Cochabamba. Les avantguardes de tots dos exèrcits van prendre contacte amb algunes escaramusses, la principal de les quals va tenir lloc a prop del poblat de Pequereque, a l'oest d'Ancacato. Els primers dies d'agost el general de la Pezuela va assumir el comandament a Oruro arribant amb un batalló del Reial de Lima i deu peces d'artilleria, de manera que l'exèrcit realista comptava amb cinc mil homes i divuit peces d'artilleria establertes entre Huancacato i Lagunillas (a l'est del Llac Poopó), més uns dos-cents soldats de guarnició a Oruro, La Paz i el Desaguadero.
Belgrano va destacar al coronel Cornelio Zelaya amb un regiment de cavalleria a Cochabamba amb la missió d'organitzar-hi una divisió d'aquesta arma. Warnes va arribar el 24 de setembre a Santa Cruz de la Serra amb només 25 soldats, entre ells José Manuel Mercado.
A principis de setembre Belgrano va sortir de Potosí amb un exèrcit de tres mil sis-cents homes, de forma que Pezuela va sortir de Huancacato i va arribar a Vilcapugio el 13 de setembre, situant després el seu exèrcit a Condo Condo. A això Belgrano va respondre ocupant la pampa de Vilcapugio el 27 de setembre a on va esperar la incorporació de les forces de Zelaya i els dos mil indígenes de Cárdenas.
Anticipant-se a l'arribada de reforços, Pezuela va atacar per sorpresa a l'exèrcit de Belgrano produint la batalla de Vilcapugio l'1 d'octubre del 1813. Tot i que semblava que la victòria era per als patriotes, finalment es van veure derrotats. La batalla de Vilcapugio va produir nou-cents morts (entre ells el coronel realista La Hera) i dos mil ferits. Belgrano va retrocedir rumb a Chuquisaca i va reagrupar les seves forces a Macha el 5 d'octubre, a on va establir la seva caserna general. Mentrestant Díaz Vélez es va retirar cap a Potosí on el 6 d'octubre va ser assetjat per l'avançada realista comandada pel coronel Saturnino Castro. Després de la reeixida acció del llavors tinent Lamadrid a Tambo Nuevo el 25 d'octubre, Castro i les seves tropes es van veure obligades a retrocedir fins a Condo Condo, on Pezuela tenia la seva caserna general. Això va possibilitar que Díaz Vélez unís les seves forces amb les de Belgrano.
A Macha, Belgrano va obtenir l'ajuda de Francisco Ortiz d'Ocampo i va rebre la incorporació de Díaz Vélez el 29 d'octubre (amb tres-cents fusellers i tres canons) i de Zelaya, conformant un exèrcit de gairebé quatre mil homes. Va partir després a Ayohuma arribant-hi el 9 de novembre.
Cinc dies després va arribar l'exèrcit comandat pel general Joaquín de la Pezuela, lliurant-se a batalla d'Ayohuma. L'exèrcit patriota, amb dos mil homes i vuit peces d'artilleria (malgrat comptar amb tres mil quatre-cents homes, mil quatre-cents no estaven aptes per lluitar) es va enfrontar a un enemic superior: de tres mil cinc-cents homes i divuit peces d'artilleria. El combat va ser sagnant per als dos bàndols, perdent el patriota, encara que no van ser perseguits pels realistes per haver patit cinc-centes baixes i un enorme desgast. L'exèrcit de Belgrano va tenir més de quatre-cents morts i vuit-cents ferits o presoners i va perdre tota l'artilleria. Com a conseqüència d'aquestes derrotes, l'Alt Perú va tornar al control realista i Belgrano es va retirar rumb a Jujuy. El 18 de novembre Belgrano i Díaz Vélez van arribar a Potosí, ciutat de la qual van partir l'endemà davant la imminent arribada de l'exèrcit realista, donant la ordre de fer volar la Casa de Moneda, cosa que no va ser complerta. El dia 20 les avançades realistes al comandament de Saturnino Castro van arribar a Potosí. Molts veïns de Potosí i Chuquisaca van fugir cap a Salta i Jujuy, mentre que els de Cochabamba van seguir a Álvarez d'Arenales cap a Santa Cruz de la Sierra.
A principis del 1814 l'exèrcit realista va entrar a Tarija, mentre el realista Manuel Valle ocupava Tomina.
A principis de 1814 el general Ramírez amb tres batallons, tres o quatre esquadrons i vuit peces d'artilleria, va destacar al coronel Castro, qui va ocupar San Salvador de Jujuy i Salta i el coronel Guillermo Marquiegui va avançar sobre San Ramón de la Nueva Orán. Mentre Ramírez va romandre a Salta, Pezuela va traslladar la caserna general de Potosí a Tupiza, on va arribar el 8 de febrer. Davant els rumors d'un contraatac, Pezuela va reforçar a l'abril les forces de Ramírez enviant-li al coronel Francisco Navas amb un batalló i quatre peces d'artilleria, de manera que la divisió d'avantguarda realista va quedar formada per tres mil dos-cents homes i dotze peces d'artilleria. Pezuela va reunir a Tupiza dos nous batallons i el 16 de maig del 1814 va avançar rumb a Jujuy, ciutat on va entrar-hi el dia 27 del mateix mes.
L'hisendat realista dels Valles Calchaquíes, Manuel Fernando d'Aramburú, va equipar a la seva costa un esquadró de criolls que va denominar Esquadró de Cavalleria de San Carlos. Aquest esquadró es va unir a les forces de Pezuela, continuant amb l'exèrcit realista fins a la seva rendició final a la batalla d'Ayacucho.
El 23 de juny Alvear va aconseguir fer rendir Montevideo, fer que en ser conegut per Pezuela, el va fer desistir d'avançar sobre Tucumán i després va replegar l'exèrcit cap al riu Suipacha, abandonant Jujuy el 3 d'agost i arribant a Suipacha el 24 del mateix mes.
Per sufocar la rebel·lió de Pumacahua al Cusco, Pezuela va enviar des de Tupiza el 17 de setembre del 1814 una divisió de mil dos-cenbts soldats (dos batallons i dos esquadrons) amb quatre peces d'artilleria, al comandament del general Ramírez. La resta de l'exèrcit va abandonar la seva posició del campament de Cobos al riu Suipacha el 15 de setembre i es va traslladar a Santiago de Cotagaita en previsió d'un avanç de les forces revolucionàries. Com a avançada van romandre un batalló de caçadors i un esquadró a Moraya i a Mojos. El dia 19 es va establir la caserna general a Cotagaita. En els dies següents van partir destacaments cap a Tarija i cap a Cinti, que van ser destruïts per Ramón Rojas i per Vicente Camargo respectivament.

## Les republiquetes i la rebel·lió del Cusco
El general Pezuela va enviar a Santa Cruz de la Sierra al coronel Manuel Joaquín Blanco amb una força de vint-cents soldats i dos canons de les guarnicions d'Oruro, Cochabamba i Chuquisaca, per la qual cosa Álvarez d'Arenales va haver d'abandonar Cochabamba al desembre del 1813, sent vençut per Blanco a la batalla de San Pedrillo el 4 de febrer del 1814. Álvarez d'Arenales es va refugiar a la missió d'Abapó a la Partida de la Serralada, on va rebre auxilis de Warnes des de Santa Cruz. El 25 de maig del 1814 van vèncer en la batalla de Florida al realista Blanco, que va morir en el transcurs d'aquesta. Els dos caps van continuar resistint fins a l'arribada del tercer exèrcit auxiliar. Álvarez d'Arenales va quedar al capdavant de totes les guerrilles (republiquetes) i va comandar l'anomenada Republiqueta de Vallegrande i Warnes la Republiqueta de Santa Cruz. Blanc va prendre Santa Cruz de la Sierra a l'abril del 1814.
Produïda la Rebel·lió del Cusco, els revolucionaris dirigits pels Germans Angulo i el cacic Mateo Pumacahua (passat al bàndol revolucionari) van enviar un exèrcit al comandament del coronel Juan Manuel Pinelo a mitjans d'agost, qui va prendre Puno. Després es van dirigir cap a la guarnició que protegia el pas del Desaguadero, on es trobava el realista Joaquín Revuelta amb tretze peces d'artilleria i cent seixanta homes, que van desertar a l'arribada de els cusquenys l'11 de setembre. L'exèrcit rebel, format per quatre-cents fusellers, dues culebrines i quatre canons, es va dirigir a la Paz, ciutat protegida pel governador intendent Marquès de Valdehoyos amb tres-cents homes i quatre peces d'artilleria. El 24 de setembre va ser ocupada La Paz per Pinelo després de dos dies de setge.
La divisió de Ramírez va arribar a Oruro el 15 d'octubre i des d'allí va destacar dues companyies sobre la Paz. Els revolucionaris cusquenys van ser derrotats a la batalla d'Achocalla el 2 de novembre del 1814 i tot seguit va entrar Ramírez a les runes de ciutat de la Paz l'endemà, retrocedint ràpidament els independentistes de Pinelo fins a Puno.
El capellà Ildefonso de las Muñecas que havia arribat amb Pinelo, es va refugiar amb 200 habitants de la Paz a la Partida de Larecaja on va encapçalar l'anomenada Republiqueta de Larecaja. El 17 de novembre Ramírez va continuar el seu avanç cap al Virregnat del Perú deixant a José Landaverí com a governador intendent de la Paz, amb una companyia i quatre peces d'artilleria.

## Substitució de Belgrano
Al gener del 1814, a Tucumán, Manuel Belgrano va ser substituït pel llavors coronel José de San Martín quedant a càrrec del regiment númnero 1 amb el grau de coronel. El 30 d'aquell mes el govern el va separar l'Exèrcit del Nord i el va fer viatjar a Buenos Aires, on va ser arrestat i processat, però finalment se li van reconèixer els seus mèrits i honors. San Martín, per raons de salut va renunciar quatre mesos després, sent reemplaçat pel coronel José Rondeau.
Els objectius de la campanya es van aconseguir parcialment. L'exèrcit realista no va ser derrotat, però es va poder repel·lir el seu atac mantenint la revolució. Les Províncies Unides del Riu de la Plata farien després un nou intent d'avançar sobre l'Alt Perú: Tercera expedició auxiliadora a l'Alt Perú.